# Cuspidaria parapodema
Cuspidaria parapodema är en musselart som beskrevs av Bernard 1969. Cuspidaria parapodema ingår i släktet Cuspidaria och familjen Cuspidariidae. Inga underarter finns listade i Catalogue of Life.